# Xã Hale, Quận Warren, Illinois
Xã Hale (tiếng Anh: Hale Township) là một xã thuộc quận Warren, tiểu bang Illinois, Hoa Kỳ. Năm 2010, dân số của xã này là 344 người.